# Bobrîțke, Bârzula
Bobrîțke (în ucraineană Бобрицьке) este un sat în comuna Liubașivka din raionul Bârzula, regiunea Odesa, Ucraina.

## Demografie
Componența lingvistică a localității Bobrîțke
     Ucraineană (91,94%)
     Română (8,06%)
Conform recensământului din 2001, majoritatea populației localității Bobrîțke era vorbitoare de ucraineană (91,94%), existând în minoritate și vorbitori de română (8,06%).